# 好愛你。
《好愛你。》是大塚愛的第6張單曲。2004年10月20日由艾迴發行其之。初回版五萬張CD附本人創作之限定特典繪本。DVD版本也同時發售。

## 收錄曲目

### CD
1. 好愛你。 (04:44)
NHK電視台晚間11點系列連續劇主題曲。
第二張專輯《LOVE JAM》，第一張精選《愛 am BEST》收錄曲。
2. 朋友（鯖魚罐頭版） (04:39)  
大塚愛主演的「東京朋友」主題曲。
第二張專輯《LOVE JAM》，原聲帶《東京朋友 The Movie music collection》收錄曲。
3. 好愛你。（演奏版） (04:44)
4. 朋友（鯖魚罐頭演奏版） (04:37)

### DVD
1. 好愛你 Music Clip